# Por um Feminismo Afro-Latino-Americano
Por um Feminismo Afro-Latino-Americano é um livro brasileiro que apresenta uma coletânea de textos produzidos por Lélia Gonzalez entre as décadas de 1970 e 1990, período de atuação da autora em movimentos sociais e pela redemocratização.
Organizado por Flávia Rios e Márcia Lima, foi lançado em 2020 pela editora Zahar. Reúne um panorama da obra de Gonzalez e destaca os anseios democráticos do Brasil e de outros países da América Latina e do Caribe. Além disso, aborda temáticas como as lutas por independência dos países africanos e as reivindicações por igualdade racial nos Estados Unidos.

## Estrutura e ideias presentes no livro
O livro se divide em ensaios, intervenções e diálogos.  Dois grandes pilares subsidiam a leitura: a trajetória da intelectual negra e as contribuições que levaram Gonzalez a sugerir a emergência de um feminismo afro-latino-americano.
Com o mesmo nome de um de seus ensaios, apresentado em 1988 na Bolívia, "Por um Feminismo Afro-Latino-Americano" discute a situação das mulheres em uma sociedade patriarcal a partir da intersecção entre racismo, classe e sexismo.
A autora também traz as contradições dos feminismos latino-americanos, inclusive ressaltando a exclusão de mulheres de origem indígena e negra.
Lélia Gonzales se apoia em conceitos da psicanálise Jaques Lacan para tratar da alienação, a infantilização e o colonialismo no feminismo.
Ao longo do livro, Gonzales diz que o racismo nas Américas pode ser dividido entre aquele que existe nos Estados Unidos - que é mais escancarado, com barreiras sociais rígidas - e no Brasil - onde há o mito da democracia racial e o racismo acontece por denegação, o que contribui para um sistema de perpetuação e dominação deste sistema ideológico.
Para a autora, a eficácia da estrutura do racismo está na divisão racial do trabalho e nas formações socioeconômicas do capitalismo.
Um dos principais conceitos presentes na obra é o de Améfrica–amefricano–amefricanidade-afro-latino-americano, que contextualiza o Brasil em uma perspectiva global e em relação a América Latina, além de questionar o imperialismo norte-americano.
Apesar de serem textos dos anos 70 a 90, as ideias presentes neles se aproximam de estudos mais recentes dos feminismos interseccional (que lida com raça e classe) e decolonial (que trabalha com questões econômicas e de grupos dominadores). A autora também está na vanguarda quando discute questões territoriais, especialmente o brasileiro.